# Injection intra-artérielle

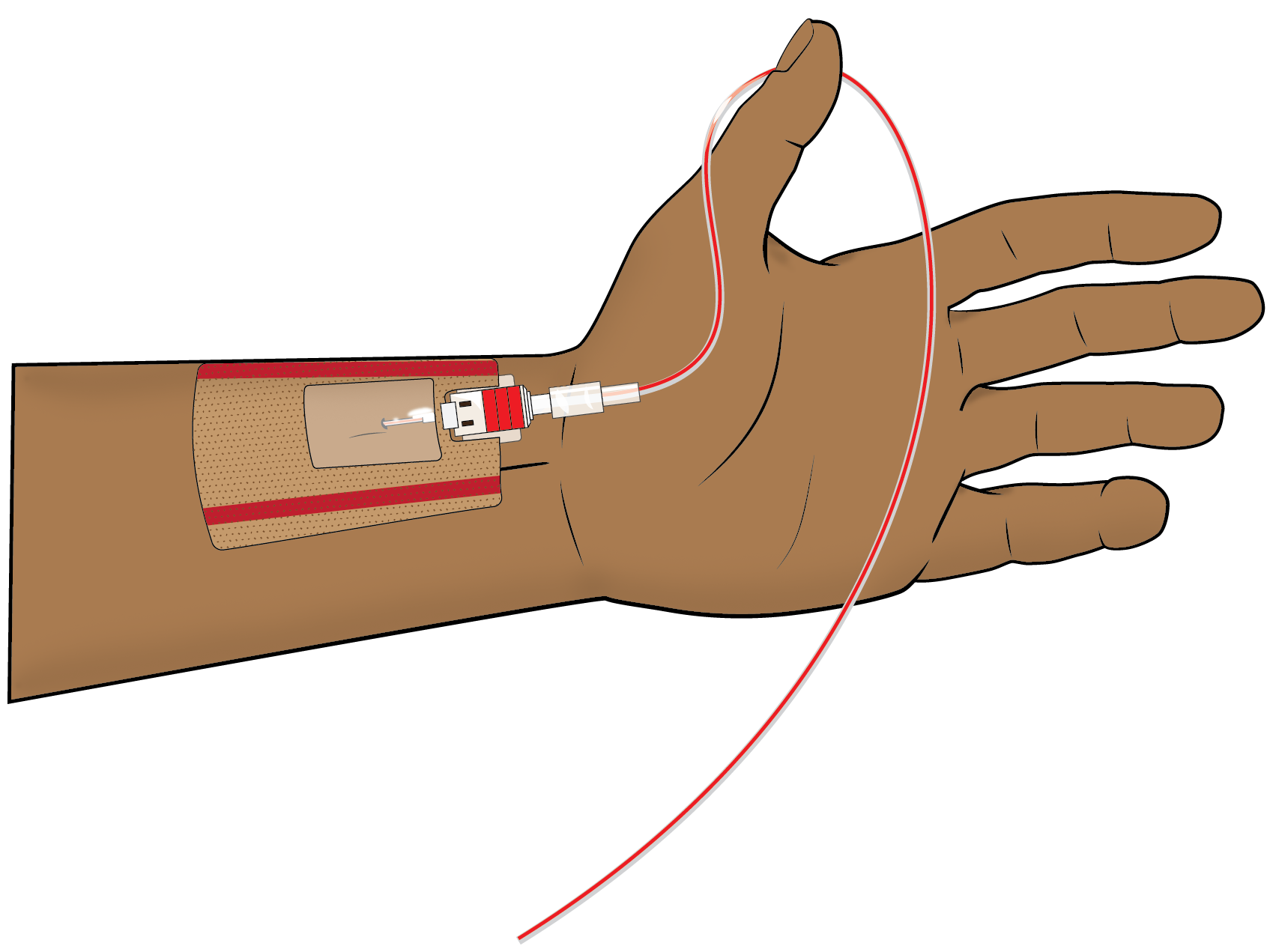
Représentation d'une injection intra-artérielle sur le bras gauche

L’injection intra-artérielle est une voie parentérale vasculaire utilisée dans des cas bien spécifiques.

## Indications
Elle est utilisée dans certains cas :
- Angiographies artérielles, comme lors d'une coronarographie ;
- Chimiothérapies par l'artère hépatique[1].
- Introduction de produits thrombolytiques en cas de thrombose des membres inférieurs, où si la technique ne présente pas une meilleure efficacité démontrée, elle est associée à un risque moins grand que l'injection par intra-veineuse[2]

## Chez le nouveau-né
En Suisse, l'administration de médicaments par la voie artérielle ombilicale est très encadrée, avec des prescriptions sur les bons usages (produits acceptables) et ceux interdits.

## Injection accidentelle
L'injection peut être accidentelle, résultant soit d'une confusion entre veine et artère par le personnel hospitalier, soit par des toxicomanes s'injectant de la drogue. Il n'existe pas de consensus sur la façon de traiter l'accident en cas de réaction, et certaines complications peuvent être graves. 